# Ecnomus buntak
Ecnomus buntak là một loài Trichoptera trong họ Ecnomidae. Chúng phân bố ở miền Ấn Độ - Mã Lai.